# Najat Ouardad
Najat Ouardad, née le 23 juin 1990 à Orléans (Loiret), est une joueuse de basket-ball française évoluant au poste de meneuse.

## Biographie
Issue d’une famille de basketteurs, elle ne mesure qu'une taille hors norme pour un basketteuse : 1,52 m, ce qui lui vaut souvent des plaisanteries... avant les matches. Mais elle explique que : «  Défensivement, je suis souvent au niveau de la taille de mes adversaires, et également quand j'ai la balle, ce qui me permet plus facilement de les empêcher de prendre de la vitesse. Offensivement, je vois mieux le jeu pas parce que je suis plus petite mais parce que je suis plus rapide que les autres meneuses. C'est pourquoi je peux trouver des angles pour mes partenaires.»
Sélectionnée en équipe de France des moins de 16 ans en 2006 avec notamment Laurie Datchy, Diandra Tchatchouang et Alexia Plagnard, elle marque ainsi 17 points et réalise 12 interceptions face à la Biélorussie,, pour une moyenne de 5,6 points, 3,2 rebonds et 2,9 passes et une cinquième place.
Conseillée par Delaney Rudd, elle fait le choix d'une formation aux États-Unis. Après un passage remarqué en high school (2 titres d’état d’affilée avec son lycée de Forsyth Country Day à Lewisville en Caroline du Nord), avec une dernière année à Oak Ridge Military Academy. Pressentie à Northwest Florida State University, elle s'engage ensuite en Junior College à Pensacola State College, champion national avec un bilan final de 36 victoires pour une seule défaite. Pensacola est également resté invaincu en douze rencontres dans sa conférence, y empochant au passage le titre. À l'été 2011, ses stats en sophomore (6,4 points, 2,6 rebonds , 5,1 passes et 2.5 interceptions) et le parcours de son équipe lui valent un recrutement par la prestigieuse université d'Auburn (Alabama),.
Elle fait ses débuts professionnels en Ligue féminine à Tarbes comme pigiste de Sylvie Gruszczynski.
Elle remporte le championnat de Ligue 2 en 2016 avec Tarbes, puis signe pour 2016-2017 avec un autre club de Ligue 2, AS Aulnoye-Aymeries, où elle remplace Lisa Bacconnier.

## Clubs
| Saisons   | Équipe                          | Pays       |
| 2006-2008 | Forsyth Country Day High School | États-Unis |
| 2008-2009 | Oak Ridge Military Academy      | États-Unis |
| 2009-2011 | Pensacola State College         | États-Unis |
| 2011-2013 | Tigers d'Auburn (NCAA)          | États-Unis |
| 2013-2016 | Tarbes Gespe Bigorre            | France     |
| 2016-     | AS Aulnoye-Aymeries             | France     |

## Palmarès
- Challenge round 2015[11]
- Championne Ligue 2 en 2016[9]

### Jeunes
- 2007 et 2008 : Championne de Caroline du Nord en high school
- 2011 : Championne nationale des Junior College
- 2006 : 5e à l'Euro cadettes (U16) en 2006 à Kosice[6]